# Eric Brown
Eric Brown (Haworth, Inglaterra, 25 de mayo de 1960-21 de marzo de 2023) fue un escritor de ciencia ficción inglés.

## Biografía
Eric Brown nació en Haworth, Yorkshire, en mayo de 1960, y comenzó a escribir en 1975. En la década de los 80´ viajó por toda Grecia y Asia. 
Su primera publicación fue en 1982, cuando su obra de teatro para niños apareció en las publicaciones.
Su carrera despegó en los años ochenta con una serie de historias cortas en las publicaciones de Interzone y otros. 
Su historia El hombre del tiempo Transcurrido  ganó encuesta de los lectores Interzone "De la historia más admiradas de 1988".
Fue votado como el Mejor Nuevo Europea escritor de ciencia ficción del año en los años noventa y desde entonces ha ganado el Premio de Ciencia Ficción británico dos veces.

## Novelas publicadas
- Meridian Days, Londres, 1992.
- Engineman, Londres, 1994.[2]
- Penumbra, Londres, 1999.
- Hijos del Invierno.
- Noches de Nueva York.
- Con otros ojos.
- Bengal Station, 2004.[3]

## Colecciones
- The Time-Lapsed Man and Other Stories. Londres: Pan, 1989 (paper). ISBN 0-330-31366-5
- Blue Shifting. Londres: Pan, 1995. ISBN 0-330-33590-1
- Parallax View, with Keith Brooke. Mountain Ash, Wales: Sarob Press, 2000. ISBN 1-902309-12-X
- Deep Future. Canton, OH: Cosmos Books, 2001. ISBN 1-58715-441-2
- The Fall of Tartarus. Londres: Gollancz, 2005 (paper). ISBN 0-575-07618-6
- Threshold Shift. Urbana, IL: Golden Gryphon Press, 2006. ISBN 1-930846-43-6
- Parallax View, en coautoría con Keith Brooke. Stafford: Immanion Press, 2007. ISBN 978-1-904853-42-8